# Schloss Leonberg

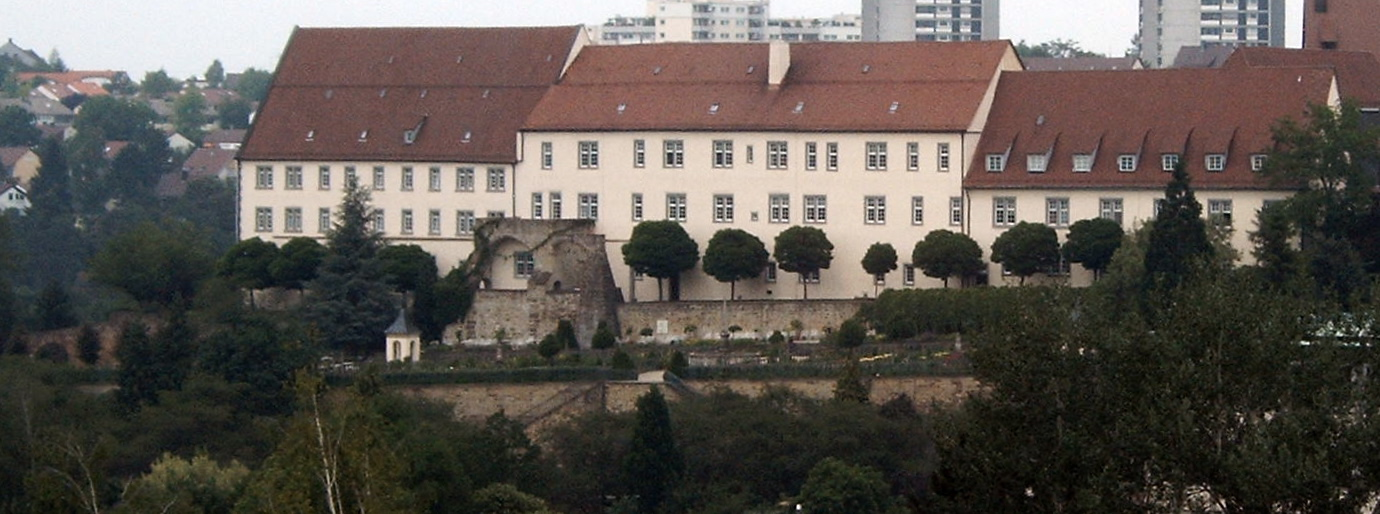
Ansicht des Schlosses von Südwesten

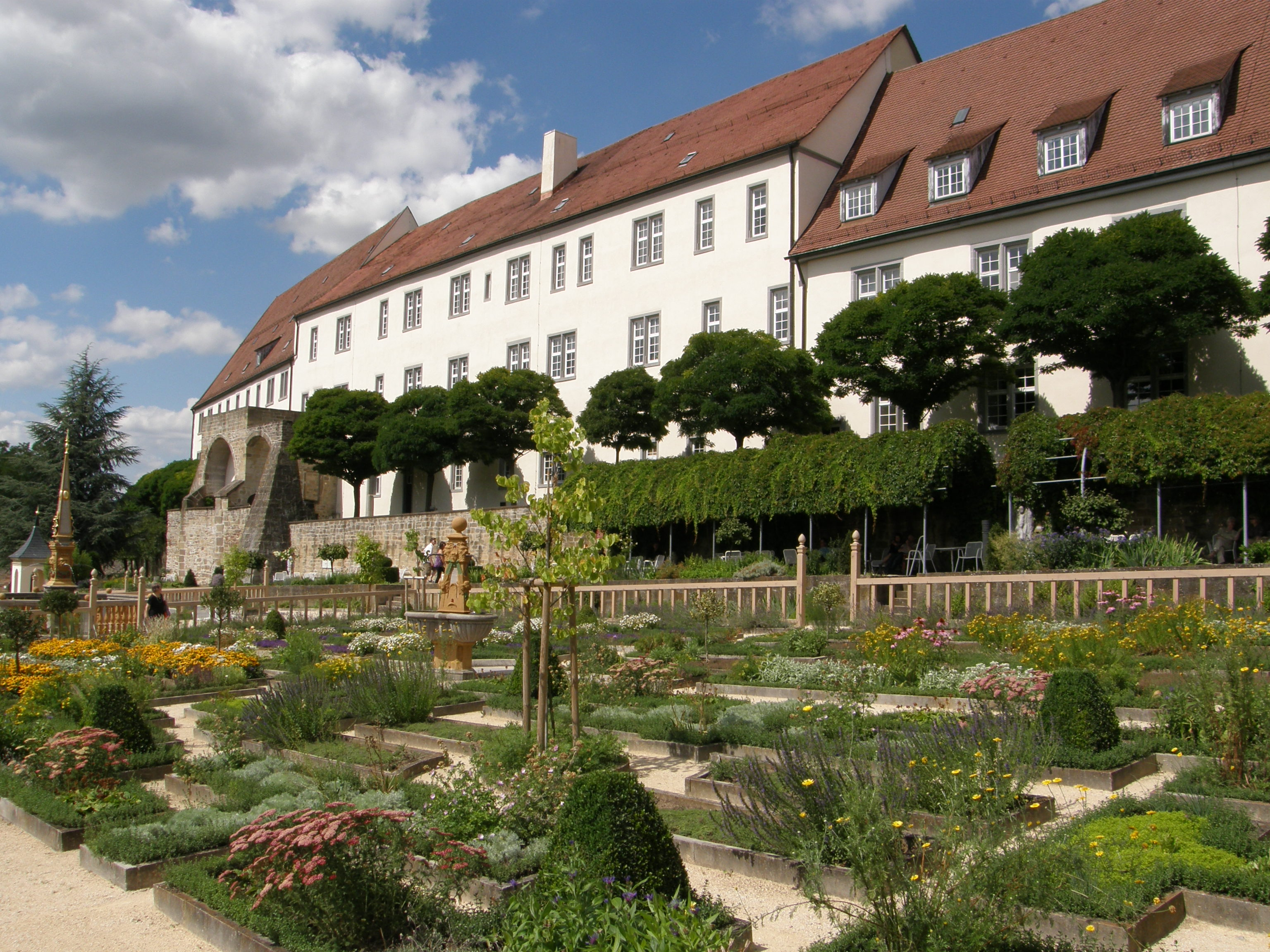
Der Pomeranzengarten vor der Südfront des Schlosses

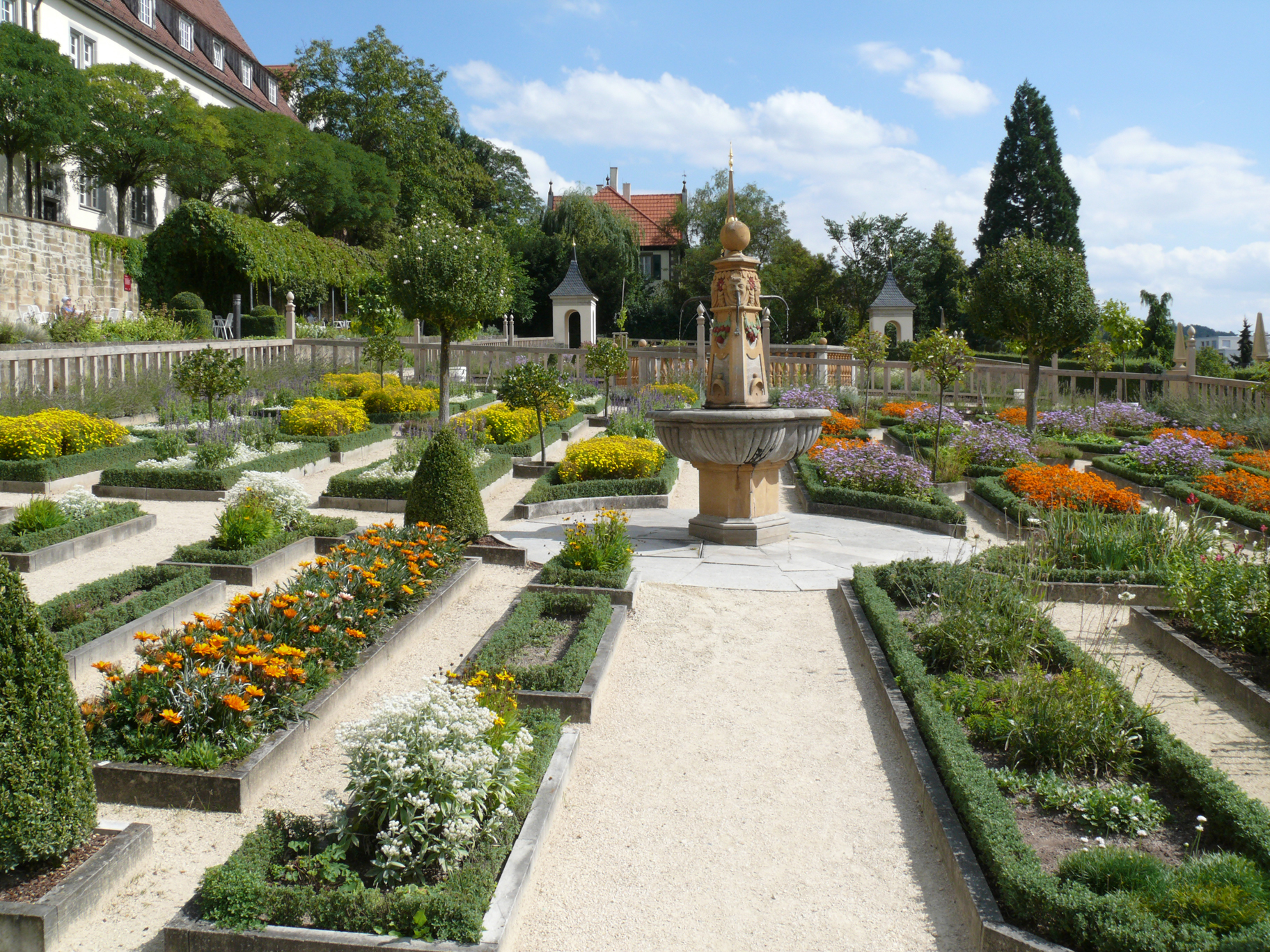
Detail: die Osthälfte des Pomeranzengartens

Das Schloss Leonberg war Teil der Befestigung der Stadt Leonberg in Baden-Württemberg. Es wurde später als Witwensitz der Herzoginnen von Württemberg genutzt und beherbergt heute das Finanzamt.

## Geschichte
Das Schloss wurde unter Graf Ulrich I. von Württemberg (1226–1265) erbaut. Die um 1248/49 gegründete Stadt Leonberg erhielt an ihrer Südwestecke eine Burganlage als Teil der Stadtbefestigung. Auf Veranlassung von Herzog Christoph (1515–1568) wurde diese Burg nach den Plänen des württembergischen Baumeisters Aberlin Tretsch von 1560 bis 1570 zum Schloss umgebaut. Es entstand die noch heute bestehende dreiteilige Gebäudereihe aus dem dreigeschossigen Schloss- und Wohnbau in der Mitte, einem sich östlich anschließenden Marstall sowie dem Fruchtkasten im Westen. Herzog Christoph nutzte das Schloss vorwiegend als Jagdschloss. Ursprünglich war die Hofanlage noch durch Wirtschaftsgebäude auf den übrigen Seiten abgeschlossen. Nur zu dieser Hofseite wurde die Fassade repräsentativ gestaltet. Die Seite zum Glemstal blieb schmucklos.
Die Witwe Friedrichs I. von Württemberg, Herzogin Sibylla von Anhalt-Zerbst-Bernburg (1564–1614), nutzte das Schloss ab 1609 als Witwensitz. Sie ließ es dazu von Heinrich Schickhardt zum repräsentativen Wohnsitz umgestalten. Er schuf vor allem an der Südseite einen auf vier Arkaden gestützten Söller, der auf der noch heute dort verlaufenden Stadtmauer lag und vom Zimmer der Herzogin aus betreten werden konnte. Von hier aus konnte man direkt auf den ebenfalls von Schickhardt neu angelegten Pomeranzengarten sehen, einen Lustgarten im Stil der italienischen Renaissance. Noch heute erinnert ein Allianzwappen von Anhalt-Zerbst und Württemberg am Fachwerkerker auf der Hofseite an ihren Aufenthalt.
Auch später wurde das Schloss noch mehrfach als Wohnsitz genutzt. So residierte von 1634 bis 1638 Graf Matthias Gallas (1584–1647) mit seinen kaiserlichen Truppen nach dem Sieg in der Schlacht von Nördlingen im Leonberger Schloss. Anna Sabina von Schleswig-Holstein-Sonderburg (1593–1659) nutzte das Schloss als Witwensitz nach dem Tod ihres Gatten, des württembergischen Herzogadministrators Julius Friedrich von Württemberg, eines Sohnes der Herzogin Sibylla. Hier starb sie 1659.
Magdalena Sibylla von Hessen-Darmstadt (1652–1712) bewohnte in der Zeit ihrer Regentschaft für ihren Sohn, Herzog Eberhard Ludwig, ab 1678 neben dem Stettener und Stuttgarter Schloss auch immer wieder das Schloss Leonberg. 1765 versuchte Herzog Carl Eugen vergeblich, das Schloss an die Stadt Leonberg zu verkaufen. Seit dem späten 18. Jahrhundert wurde das Gebäude dann als Amtssitz genutzt.
Von 1796 bis 1801 wurde der Mutter Friedrich Schillers, Elisabeth Dorothea Schiller (geb. Kodweiß, 1732–1802) eine Wohnung im Leonberger Schloss zugewiesen. Sie wohnte dort mit ihrer noch unversorgten vierten Tochter Louise (1766–1836) und erhielt eine Pension von hundert Gulden, halb in Bargeld, halb in Naturalien.
Die kleinen Wirtschafts- und Nebengebäude, die einst den Schlosshof nördlich begrenzt hatten, mussten mittlerweile einem Parkplatz weichen. Im Schloss sind heute das Finanzamt und das Amtsgericht Leonberg untergebracht.